# ماجد كامل
ماجد كامل (大空 翼 Ozora Tsubasa) هو اسم الشخصية الرئيسية في الأنمي الياباني (كابتن ماجد)، وهو لاعب كرة قدم.

## المظهر الخارجي
تسوباسا/ماجد فتى أبيض البشرة ذو عيون بنية متوسط القامة و لديه شعر أسود يبدو شائك كالقنفز
معظم ملابس تسوباسا رياضية سواء أكان هذا اللباس مخصص للمباريات أم التدريب فنادرا ما كان يرتدي أزياء عادية و لكن يلاحظ أن ملابسه أكثر تنوعا في المانجا الأصلية من الأنمي
كثير من الفتيات أشدن بوسامة تسوباسا و لا سيما في المانجا

## الشخصية
تسوباسا لاعب طموح يهدف إلى إعلاء شأن بلاده في الرياضة كما أنه ودود مع زملائه في الفريق إنه يملك شخصية إيجابية متفاءلة جذابة أهم صفاته أنه لا يستسلم حتى يحقق ما يريد و قوي و يستطيع فرض نفسه على الآخرين و محاولتهم لكسب إعجابه و احترامه
رغم ذلك بدا تسوباسا شخص أناني يهتم بتطوير ذاته على حساب غيره فهو لا يشجع زملاء فريقه على التحسن رغم أنه قائدهم و بدلا من ذلك يأخذ الكرة منهم و لا يثق بهم إءا ترك الفريق لمدة وجيزة بسبب إصاباته
من الجدير بالذكر أيضا أن تسوباسا يفضل الكرة و مستقبله المهني على الناس
على سبيل المثال عندما يعلم تسوباسا برغبة روبيرتو بأخذه إلى البرازيل يعجب تسوباسا بالفكرة و يصر على الذهاب رغم أنه يعلم جيدا أن سيترك والديه و لا سيما أمه التي ستعيش وحيدة في المنزل و تسوباسا على ما يبدو لا يأبه لمشاعرهما على الإطلاق لدرجة أن روبيرتو نفسه استغرب ذلك و على ما يبدو تركه لاحقا لنفس السبب
مثال آخر بارز هو ما حدث معه في مباراته ضد موساشي إذ يظن الناس بأن تسوباسا بات أضعف في المباراة لأنه تعاطف مع ميسوغي المصاب بمرض القلب
و لكن من الواضح أن تسوباسا لم يفعل هذا فهو في وقت سابق اعترف ليايوي ( مديرة فريق موساشي ) بأنه لن يتعاطف مع ميسوغي بحجة أنه مريض و يبدو أن تراجع أدائه في اللعب يعود لمقارنة نفسه بميسوغي إذ يشعر داخليا أن ميسوغي أفضل منه فهو قوي رغم مرضه فالأمر غيرة و حسد أكثر من يكون رحمة و رأفة

## القصة
هو وحيد في السلسلة الأولى، ثم يصبح لديه أخ، اسمه دايتشي Daichi، في السلسلة الثانية، كما أنه يتزوج من لانا نامق في نهاية السلسلة الثانية. في السلسة الرابعة، تخبر لانا ماجد بأنها حامل، هذا يعني بأن ماجد سوف يصبح أبًا. يصاب ماجد، بالكثير من الإصابات، في المرحلة الثانية (أو الموسم الثاني) من السلسلة الأولى، فلا يبقى فيه موضع شبر إلى وفيه إصابة خطرة، إلا أن ذلك لا يثنيه عن تحقيق حلمه. غالبًا ما يكون ماجد السبب الرئيسي في فوز فريقه، وكل هذه المهارات التي يمتكلها ماجد، فجرها له مدربه وصديق والده فواز رشدي.
يحترف ماجد في بداية السلسلة الثانية في فريق نادي ساو باولو ويتواجه ضد اللاعب الآلي كارلوس سانتانا، أحد أفضل لاعبي البرازيل. لاحقا، في السلسلة الثالثة، ينتقل ماجد إلى نادي برشلونة، ويواجه العديد العديد من المصاعب، من ريفول Rivaul، صقر برشلونة، اللاعب الحائز مرتين على جائزة الاتحاد الدولي لكرة القدم للاعب الأكثر قيمة (البالون دور Ballon D'or)، والذي يطيح بماجد أرضا في مواجهته الأولى له، إلى المدرب «إريك فان سال» Erick Van Saal، الذي لم يقبل بماجد كلاعب في الفريق الأول في البداية.
كعادته، استطاع ماجد، في السلسلة الثالثة، أن يلتحق بالفريق الأول (الدرجة الأولى)، وعقد صداقة حميمة مع الجميع خاصة ريفول. في نهاية هذه السلسلة، يتواجه ماجد مع أقوى خصم له في التاريخ، إنه ناتشوريزا، والذي لعب ضد المنتخب العربي، في نهاية السلسلة الثانية، في المباراة النهائية لكأس العالم للشباب، في آخر 5 دقائق من تلك المباراة، وأبرز للجميع مهاراته الخارقة. أما في هذه المواجهة، الأمر مختلف، حيث سيلعب ناتشوريزا، في الشوطين.
في السلسلة الرابعة، يتابع ماجد مسيرته الكروية، بنصر يتلوه انتصار، حيث كسح «فالنسيا» Valencia (كابتنه كارلوس سانتانا) بثلاثة أهداف مقابل هدفين. وصحيح بأن النتيجة ليست كبيرة، إلا أن ماجد أظهر مهارات متميزة ضد خصمه القديم. وفي نهاية هذه السلسلة، يتواجه ماجد مرة ثانية ضد فريق ريال مدريد (فيه ناتشوريزا).
لم يخسر ماجد خلال حياته إلا مباراة واحدة، وبالمصادفة، كانت ضد فريق الحرية (بقيادة بسام) في الموسم الأول من السلسلة الأولى. من أهم الدروس التي من الممكن أن تؤخذ من شخصية ماجد، أن على الإنسان أن يحدد هدفا أو أهدافا لحياته، وأن يبتسم في وجه الصعاب.
في الأنمي المدبلج للعربية، تم اعتماد اسم «ماجد كامل» للأجزاء الأربعة الأولى، و«ماجد حلمي» في أول حلقتين فقط من الشبح، ثم الشبح في بقية هذا الجزء.